# Puya grafii
Espèce
Classification phylogénétique
Puya grafii est une espèce de plante de la famille des Bromeliaceae.

## Distribution
L'espèce est endémique de l'État d'Amazonas au Venezuela.